# Panoz Esperante

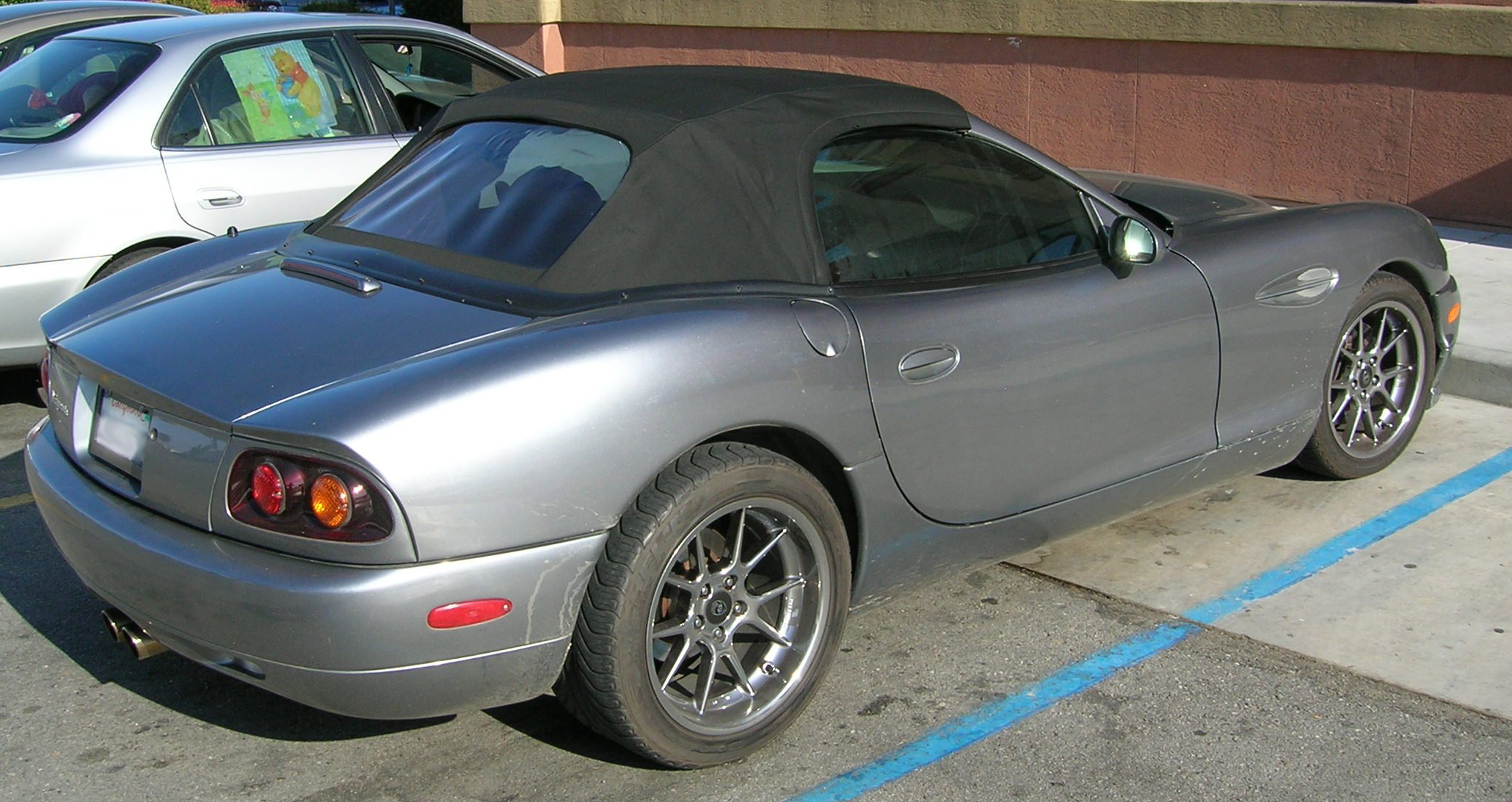
Panoz Esperante – tył pojazdu

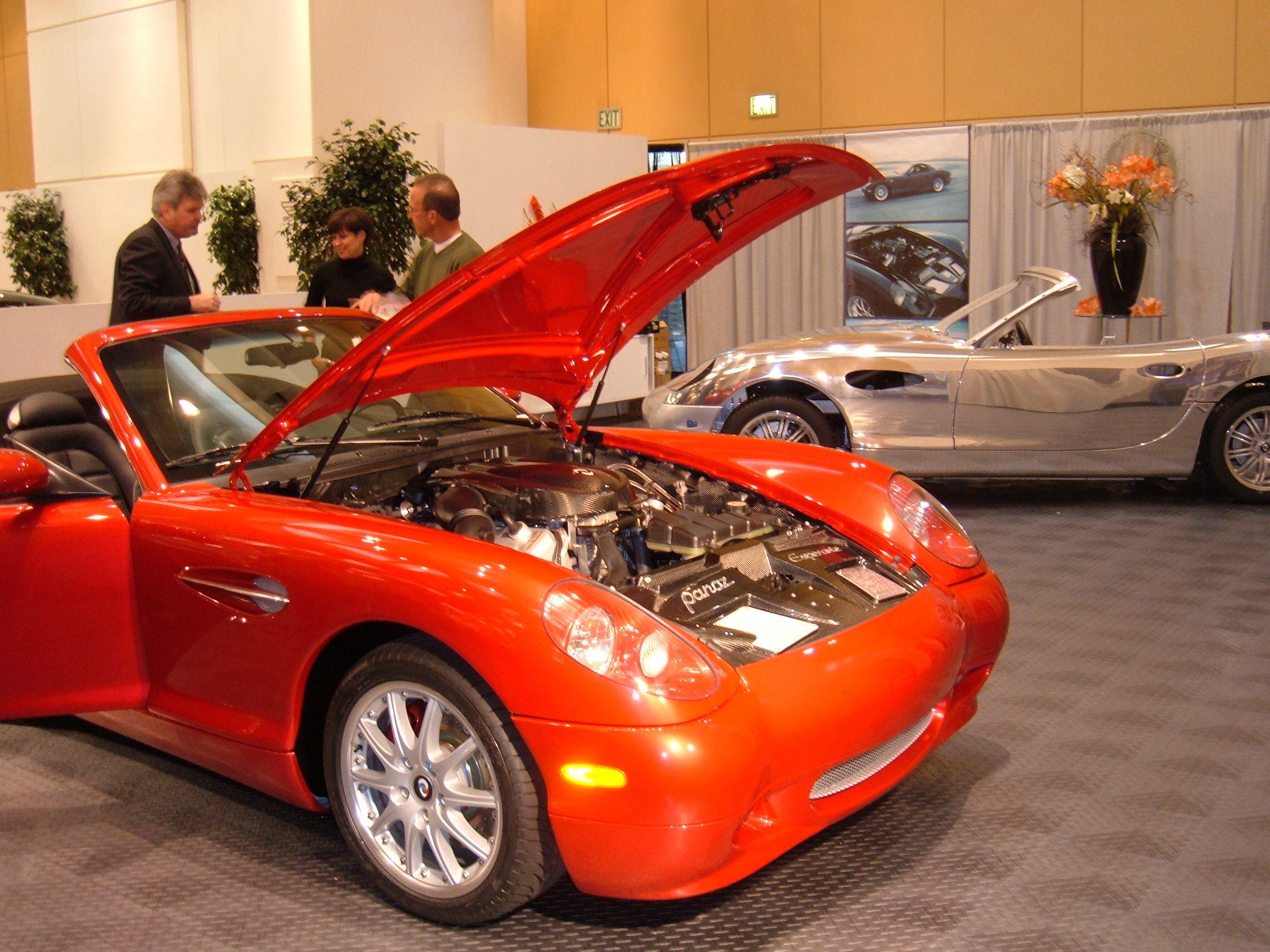
Silnik V8 Panoza Esperante

Panoz Esperante – samochód sportowy stworzony i produkowany od 1999 roku przez firmę Panoz. Do napędu użyto jednostki V8 32v o pojemności 4,6 l pochodzącej od Forda, osiąga ona moc maksymalną 309 KM. Samochód osiąga prędkość maksymalną 249 km/h i przyspieszenie 0-100 km/h w 5,1 s.

## Dane techniczne

### Silnik
- V8 4,6 l, 32 zawory
- Moc maksymalna: 305 KM

### Osiągi
- Prędkość maksymalna: 249 km/h
- Przyspieszenie 0-100 km/h: 5,1 s